# Dave Ryding
David Ryding detto Dave (Chorley, 5 dicembre 1986) è uno sciatore alpino britannico, specialista delle prove tecniche.

## Biografia

### Stagioni 2003-2012
Ryding ha debuttato in gara valide ai fini del punteggio FIS il 15 aprile 2003 a Puy-Saint-Vincent, giungendo 9º in slalom gigante; ha esordito in Coppa Europa il 20 dicembre 2007 ad Altenmarkt-Zauchensee, piazzandosi 78º in discesa libera, in Coppa del Mondo il 21 dicembre 2009 in slalom speciale in Alta Badia, senza concludere la prima manche, e ai Campionati mondiali a Val-d'Isère 2009, dove si è classificato 41º nello slalom gigante e non ha concluso lo slalom speciale.
L'anno seguente è stato convocato per i XXI Giochi olimpici invernali di Vancouver 2010, suo debutto olimpico, dove ha chiuso 47º nello slalom gigante e 27º nello slalom speciale. Nel 2011 ha preso parte ai Mondiali di Garmisch-Partenkirchen, piazzandosi 39º nello slalom gigante e non concludendo lo slalom speciale.

### Stagioni 2013-2025
Ha conquistato il suo primo podio in Coppa Europa a San Vigilio di Marebbe nello slalom parallelo del 15 dicembre 2012, vinto del francese Gabriel Rivas davanti all'austriaco Manuel Wieser; in quella stessa stagione 2012-2013 in Coppa Europa Ryding ha vinto la classifica di slalom speciale. Sempre nel 2013 ha partecipato ai Mondiali di Schladming, non concludendo lo slalom speciale, e ha ottenuto la prima vittoria nel circuito continentale, nello slalom speciale disputato a Pozza di Fassa il 15 dicembre. Ai XXII Giochi olimpici invernali di Soči 2014 si è classificato 17º nello slalom speciale, mentre ai Mondiali di Vail/Beaver Creek 2015 non ha completato lo slalom speciale.
Ha ottenuto il primo podio in Coppa del Mondo piazzandosi 2º nello slalom speciale disputato a Kitzbühel il 22 gennaio 2017; ai successivi Mondiali di Sankt Moritz 2017 si è classificato 11º nello slalom speciale e ai XXIII Giochi olimpici invernali di Pyeongchang 2018 si è piazzato 9º nello slalom speciale e 5º nella gara a squadre. L'anno dopo ai Mondiali di Åre 2019 è stato 9º nello slalom speciale e 9º nella gara a squadre, mentre a quelli di Cortina d'Ampezzo 2021 non ha completato lo slalom speciale; il 22 gennaio 2022 ha vinto la sua prima gara di Coppa del Mondo imponendosi nello slalom speciale della Ganslern di Kitzbühel e divenendo così il primo britannico a salire sul gradino più alto del podio nel massimo circuito internazionale e l'atleta più anziano a vincere in slalom speciale, primato fino ad allora detenuto dallo svedese André Myhrer; ai successivi XXIV Giochi olimpici invernali di Pechino 2022 si è classificato 13º nello slalom speciale, ai Mondiali di Courchevel/Méribel 2023 è stato 13º nello slalom speciale e a quelli di Saalbach-Hinterglemm 2025 si è classificato 6º nello slalom speciale.

## Palmarès

### Coppa del Mondo
- Miglior piazzamento in classifica generale: 23º nel 2017
- 7 podi (in slalom speciale):
  - 1 vittoria
  - 4 secondi posti
  - 2 terzi posti

#### Coppa del Mondo - vittorie
| Data            | Località  | Paese   | Specialità |
| --------------- | --------- | ------- | ---------- |
| 22 gennaio 2022 | Kitzbühel | Austria | SL         |

Legenda:

SL = slalom speciale

### Coppa Europa
- Miglior piazzamento in classifica generale: 6º nel 2015
- Vincitore della classifica di slalom speciale nel 2013
- 9 podi:
  - 1 vittoria
  - 3 secondi posti
  - 5 terzi posti

#### Coppa Europa - vittorie
| Data             | Località       | Paese  | Specialità |
| ---------------- | -------------- | ------ | ---------- |
| 15 dicembre 2013 | Pozza di Fassa | Italia | SL         |

Legenda:

SL = slalom speciale

### Nor-Am Cup
- Miglior piazzamento in classifica generale: 41º nel 2014
- 2 podi:
  - 1 secondo posto
  - 1 terzo posto

### South American Cup
- Miglior piazzamento in classifica generale: 13º nel 2008
- 3 podi:
  - 2 secondi posti
  - 1 terzo posto

### Australia New Zealand Cup
- Miglior piazzamento in classifica generale: 16º nel 2014
- 1 podio:
  - 1 vittoria

#### Australia New Zealand Cup - vittorie
| Data              | Località   | Paese         | Specialità |
| ----------------- | ---------- | ------------- | ---------- |
| 20 settembre 2013 | Mount Hutt | Nuova Zelanda | SL         |

Legenda:

SL = slalom speciale

### Campionati britannici
- 18 medaglie:
  - 10 ori (slalom speciale nel 2008; slalom speciale nel 2009; slalom gigante, slalom speciale nel 2011; slalom speciale nel 2013; slalom speciale nel 2014; slalom speciale nel 2015; slalom speciale nel 2016; slalom speciale nel 2017; slalom speciale nel 2018)
  - 5 argenti (slalom speciale nel 2006; slalom gigante, supercombinata nel 2008; slalom gigante nel 2009; slalom gigante nel 2010)
  - 3 bronzi (discesa libera, supergigante nel 2009; discesa libera nel 2010)